# جسی کرمیچیئل
جسی کرمیچیئل (انگلیسی: Jesse Carmichael؛ زادهٔ ۲ آوریل ۱۹۷۹) یک موسیقی‌دان اهل ایالات متحده آمریکا است.
 وی از سال ۱۹۹۴ میلادی تاکنون مشغول فعالیت بوده‌است.